# Solpuga simplex
Espèce
Solpuga simplex est une espèce de solifuges de la famille des Solpugidae.

## Distribution
Cette espèce est endémique de République démocratique du Congo. Elle se rencontre vers Kiambi dans la province du Tanganyika.

## Publication originale
- Benoit, 1960 : Les Solifuges du Congo Belge et du Ruanda-Urundi. Revue de Zoologie et de Botanique Africaines, vol. 62, p. 277–288.